# Turn to the Right
Turn to the Right é um filme mudo de comédia dramática produzido nos Estados Unidos e lançado em 1922.